# بونام باندي
بونام باندي (11 مارس 1991-)، عارضة أزياء هندية وممثلة إباحية. ظهرت لأول مرة في بوليوود في فيلم «ناشا» عام 2013.

## حياتها
ولدت باندي لعائلة من كانبور في 11 مارس 1991. بدأت حياتها المهنية كعارضة أزياء في عام 2010. أصبحت واحدة من أفضل تسعة متسابقين في مسابقة Gladrags Manhunt و Megamodel وظهرت على صفحة غلاف مجلة الموضة.

## شائعة وفاتها
ذكر مدير حسابها الرسمي على إنستغرام من خلال منشور أن باندي توفيت بسرطان عنق الرحم في 1 فبراير 2024، عن عمر يناهز 32 عامًا. وفي اليوم التالي تم الكشف عن أنها مجرد حيلة دعائية لرفع مستوى الوعي حول المرض.

## روابط خارجية
- بونام باندي على موقع IMDb (الإنجليزية)
- بونام باندي على موقع قاعدة بيانات الفيلم (الإنجليزية)